# Carnage (film, 2011)
Carnage är en komedifilm från 2011, regisserad av Roman Polanski. Filmen bygger på pjäsen Le dieu du carnage av den franska teaterregissören Yasmina Reza.
Filmen är ett kammarspel där två föräldrapar, Cowan och Longstreet, träffas efter att deras barn hamnade i ett slagsmål. Filmen utspelar sig på nästan samma ställe, i Longstreets vardagsrum. Bara under korta tider vistas personerna i farstun, i badrummet eller i köket.

## Handling

### Prolog
Filmen börjar i en park i New York. En grupp av barn diskuterar med ett ensamt barn som har en pinne i handen. Diskussionen blir hetsigare och sedan slår barnet med pinnen mot barnet som var längst framme. Barnens ord hörs inte utan bara musik av Alexandre Desplat som blir allt intensivare.

### Snitt
Penelope Longstreet (Jodie Foster) som är offrets moder skriver en text om händelsen på datorn. Hennes make Michael (John C. Reilly) och förövarens föräldrar, Nancy och Alan Cowan (Kate Winslet och Christoph Waltz) är i samma rum och ger sina kommentarer. Det blir tydligt att de är oense om vissa formuleringar men de täcker konflikten med spelad vänlighet. Familjen Longstreet bjuder på resterna av en smulpaj så att paren kan lära känna varandra.
Under tiden blir fördomarna som de två paren har mot varandra och även problemen inom båda äktenskapen allt tydligare. Michael hade till exempel lämnat dotterns hamster på öppen gata och de andra tre är övertygade att gnagaren avled. Dessutom tar Alan Cowan, som är advokat för ett läkemedelsföretag, hela tiden emot telefonsamtal. Det kommer under samtalen fram att ett läkemedel har farliga biverkningar och Alan förklarar för sin klient hur de ska försvara sig. Michael Longstreet hör av sin mor, som också ringer några gånger, att hon tar det omstridda läkemedlet. Nancy får ont i magen av den häftiga diskussionen och kanske även av smulpajen och kräks på Penelopes dyrbara konstböcker. Debatten fortsätter och efter några glas dyr single malt whisky kan de inte behärska sina känslor. Penelope kastar Nancys väska genom rummet och Nancy dränker först Alans telefon i en vas med tulpaner och förstör sedan även tulpanerna. Motsättningarna mellan de två paren övergår i motsättningar mellan männen och kvinnorna där spriten utgör katalysatorn.

### Epilog
På en gräsmatta i parken från filmens början syns hamstern som överlevt. Sedan fokuserar kameran på de två barnen som tidigare stred mot varandra. Nu undersöker de vänskapligt funktionerna på en mobiltelefon.

## Rollista
| Jodie Foster    | – Penelope Longstreet |
| Kate Winslet    | – Nancy Cowan         |
| Christoph Waltz | – Alan Cowan          |
| John C. Reilly  | – Michael Longstreet  |
| Elvis Polanski  | – Zachary Cowan       |
| Eliot Berger    | – Ethan Longstreet    |

## Om filmen
Handlingen utspelar sig i New York men filmen inspelades nästan enbart i Paris på grund av en amerikansk arresteringsorder mot Polanski.
Jodie Foster och Kate Winslet nominerades 2012 för en Golden Globe Award som bästa kvinnliga skådespelare i kategorin komedi/musical.